# Hrîțenkî, Krasîliv
Hrîțenkî (în ucraineană Гриценки) este localitatea de reședință a comunei Hrîțenkî din raionul Krasîliv, regiunea Hmelnîțkîi, Ucraina.

## Demografie
Componența lingvistică a localității Hrîțenkî
     Ucraineană (99,72%)
     Alte limbi (0,28%)
Conform recensământului din 2001, majoritatea populației localității Hrîțenkî era vorbitoare de ucraineană (99,72%), existând în minoritate și vorbitori de alte limbi.